# 建設機械整備技能士
建設機械整備技能士（けんせつきかいせいびぎのうし）とは、国家資格である技能検定制度の一種で、都道府県職業能力開発協会（問題作成等は中央職業能力開発協会）が実施する、建設機械整備に関する学科及び実技試験に合格した者をいう。

## 概要
クレーンやショベルカーなどさまざまな建設現場で使われる大型機械などの整備能力を認定する国家資格(名称独占資格)である。
等級には、特級及び1級～2級まであり、特級は管理者または監督者が通常有すべき技能の程度、1級～2級はそれぞれ上級技能者、中級技能者が通常有すべき技能の程度と位置づけられている。
建設機械整備技能士は、労働安全コンサルタント試験受験資格、作業環境測定士受験資格（技能検定合格後1年以上労働安全衛生に関する実務経験を有する者に限る）が得られる。その他、車両系建設機械の特定自主検査を行う事業内検査者及び検査業者所属検査者の資格（ただしコンクリート打設用車及び高所作業車（作業床の高さ2m以上）については厚生労働省労働基準局長が定める研修を修了した場合に限る）、不整地運搬車の特定自主検査を行う事業内検査者及び検査業者所属検査者の資格、フォークリフトの特定自主検査を行う事業内検査者及び検査業者所属検査者の研修の一部受講の免除の資格が得られる。

## 実技作業試験内容（建設機械整備作業）
- 特級

- 1級
  - 作業試験：建設機械の内燃機関及び油圧シリンダについての分解、測定、調整及び組立て並びに鋼板へのガス切断、きり穴加工、タップ加工及び丸棒鋼のダイス加工を行う。試験時間＝3時間
  - ペーパーテスト：建設機械の整備工数見積り、点検、故障の発見、修理、調整等について行う。試験時間＝1時間20分
- 2級
  - 作業試験：建設機械の内燃機関及び油圧シリンダについての分解、測定、調整及び組立て並びに鋼板のガス切断及びタップ加工を行う。試験時間＝2時間50分
  - ペーパーテスト：建設機械の点検、故障の発見、修理、調整等について行う。試験時間＝1時間20分

## 取得後の称号
技能検定に合格すると等級に応じて技能士の称号が付与される。名刺やホームページなどに資格を表記する際には「特級建設機械整備技能士」、「1級建設機械整備技能士」、「2級建設機械整備技能士」のように等級を明示する必要がある。等級の非表示、等級表示位置の誤り、職種名の省略表示などは不可である。
なお、職業能力開発促進法により、建設機械整備技能士資格を持っていないものが建設機械整備技能士と称することは禁じられている。